# 1033

## Родени
- Анселм Кентърбърийски, италиански философ